# 洪崇焜
洪崇焜，臺灣作曲家，國立藝術學院第一屆畢業生。後於美國芝加哥大學獲作曲碩士學位，於耶魯大學取得博士學位，曾任國立臺北藝術大學音樂學系副教授。2013年以作品《Vox Naturae》入圍第11屆台新藝術獎表演藝術類，該作品同年獲「國際音樂評議會」 （International Music Council，簡稱IMC）推薦 2013年十大最佳作品，於30個國家51件作品中入選十大之一，成為該組織成立60年來首次進入推薦名單的台灣作品。